# Lâu đài Montfort
Montfort (tiếng Hebrew: מבצר מונפור, Mivtzar Monfor) là một lâu đài đổ nát thập tự chinh ở vùng Thượng Galilee ở miền bắc Israel, khoảng 22 dặm (35 km) về phía đông bắc của thành phố Haifa và 10 dặm (16 km) về phía nam của biên giới với Liban.
Khu vực này hiện nay là một vườn quốc gia nằm trong khu bảo tồn thiên nhiên Nahal Kziv, và là một điểm đến du lịch quan trọng thu hút nhiều du khách từ trong và ngoài Israel.
Montfort là lâu đài chính của quân đội Teutonic Order, được thành lập vào cuối thế kỷ 12 tại thành phố cảng Acre. Pháo đài được xây dựng trên một vách đá hẹp và dốc đứng phía trên bờ phía nam của Nahal Kziv thuộc vùng Upper Galilee, cách thành phố Nahariya khoảng 8 dặm về hướng đông bắc (13 km). Không giống như nhiều pháo đài thánh chiến khác ở Holy Land, pháo đài này không được xây dựng cho mục đích quân sự, nhưng đã được xây dựng để di chuyển một số chính quyền của lệnh, như kho lưu trữ và kho bạc, từ Acre đến một địa điểm cô lập hơn. Teutonic Order đã có thời gian dưới sức ép từ Templar và Hospitallers ở Acre, người đã có kế hoạch đưa nó qua.

## Khai quật
Lâu đài này được nghiên cứu năm 1877 bởi Horatio H. Kitchener cho Cục Đo đạc địa hình Tây Palestine của Vương quốc Anh.
Khai quật khảo cổ ở Montfort diễn ra năm 1926 bởi đoàn thám hiểm tổ chức bởi Bashford Dean, người phụ trách ban binh khí của Viện bảo tàng Mỹ thuật Metropolitan ở New York. William L. Calver được chọn bởi Dean để dẫn đầu cuộc khai quật.
Một mùa khai quật kéo dài 4 tuần được thực hiện vào mùa hè năm 2011, tổ chức bởi giáo sư Adrian Boas từ đại học Haifa và hỗ trợ bởi Cộng đồng nghiên cứu Crusades và Đông Latinh. Các cuộc khai quật tiếp tục diễn ra mỗi mùa hè kể từ đó và gần đây nhất là mùa hè năm 2016. Vào tháng 8 năm 2015 và 2016 các cuộc khai quật được hỗ trợ bởi học sinh từ Royal Holloway, Đại học Luân Đôn.